# SSG (パキスタン)

SSGのエンブレム

SSG（Special Services Group：特殊任務群）は、パキスタン陸軍の特殊部隊である。
1950年～1960年代にアメリカ陸軍の援助により創設された。世界の特殊部隊の中においても、山岳地帯の特殊作戦においては実績と練度が高いと評価されている。2001年のアメリカ同時多発テロ事件後のアフガニスタン戦争においては、ウサーマ・ビン・ラーディンやアルカーイダの掃討・殺害を目的に活動した。パキスタンの軍政上詳細は公開されていないが、2006年に行われた中国の特殊部隊との合同演習「友情2006」で一般報道陣むけに、SSGの演習風景が公開された。
SSGが創設された経緯から見ても、アメリカ軍の各特殊部隊との連携や共同運用も可能であると考えられる。
また、パキスタン海軍にも、SSGN（Special Services Group Navy）という特殊部隊が存在する。

## 歴史

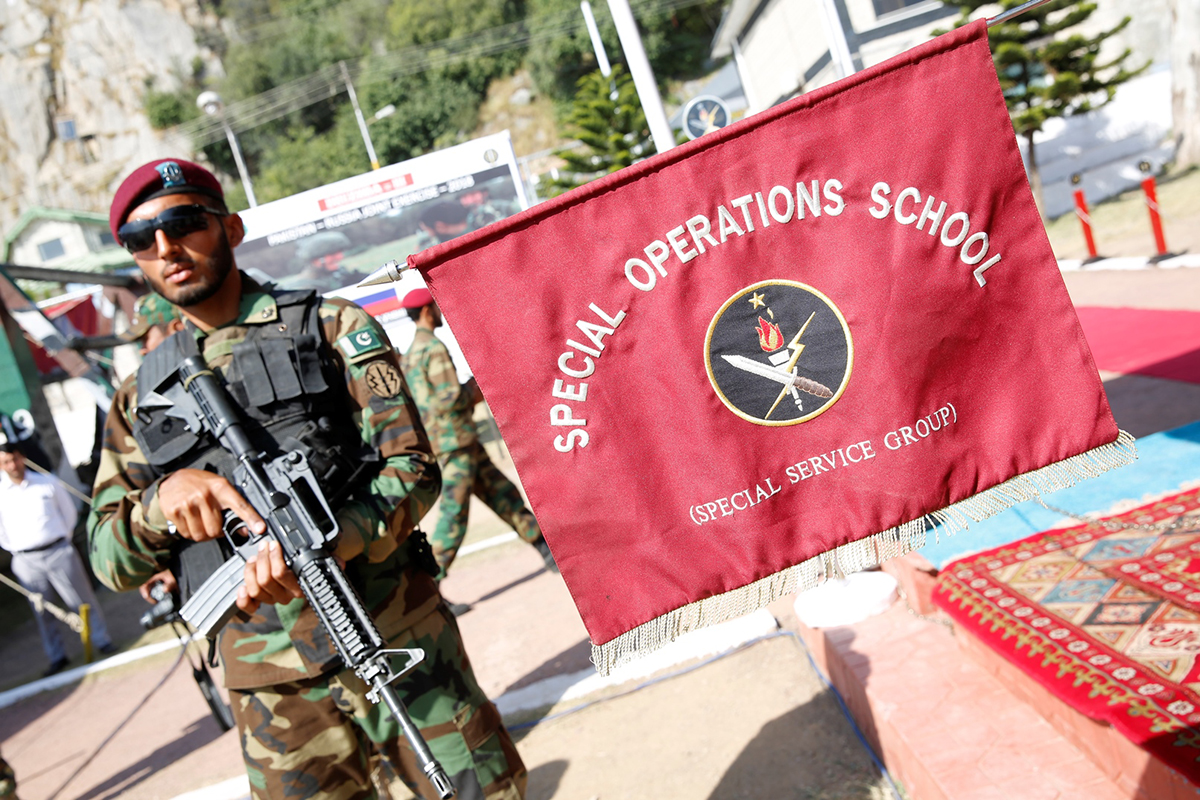
SSGの隊員

1953年～1954年、パキスタン陸軍は、アメリカ陸軍の援助の下で特殊部隊の創設に着手した。特殊部隊としては、第19バルチ（Baluch）連隊第10大隊が指定された。同大隊は、アトック市近郊、チェラト（Cherat）の新しい本部に駐屯した。1964年3月、アメリカ陸軍特殊部隊群の機動訓練チームがパキスタンに来訪して、第19バルチ連隊のために新しい空挺学校を開校した。
この時までに第19バルチ連隊は、SSGに改編され、24個中隊に分けられた。各中隊は、砂漠戦、山岳戦、レンジャー、水中戦等の専門を有した。
1970年代、SSGの任務にテロ対策が加わり、SSGのムサ（Musa）中隊にその任務が割り当てられ、サウジアラビアのアル＝ハラム・モスク占拠事件にも派遣された。ムサ中隊は、1981年中盤、イギリス陸軍のSASの顧問から訓練を受けた。1986年、SSGは、スリランカの準軍事組織、スリランカ・コマンド連隊に対して訓練を始めた。
アフガニスタン戦争中、SSGはアフガニスタン国内でムジャーヒディーン支援などの秘密作戦に従事した。
ワジリスタン紛争中に発生した陸軍総司令部襲撃事件においては人質救出作戦を実行し、武装集団を制圧し無事に人質を救出した。

## 編制
SSG本部は、創設以来チェラトに位置する。ペシャーワルには、空挺学校が存在する。
SSGは、3個大隊から成り、内1個大隊が核研究施設等の重要施設と国境の警備に当たり、チェラトに駐屯する残り2個大隊と勤務をローテーションしている。各大隊は、4個中隊、約700人から成る。SSG群長は大佐、大隊長は中佐が担任する。

## 装備

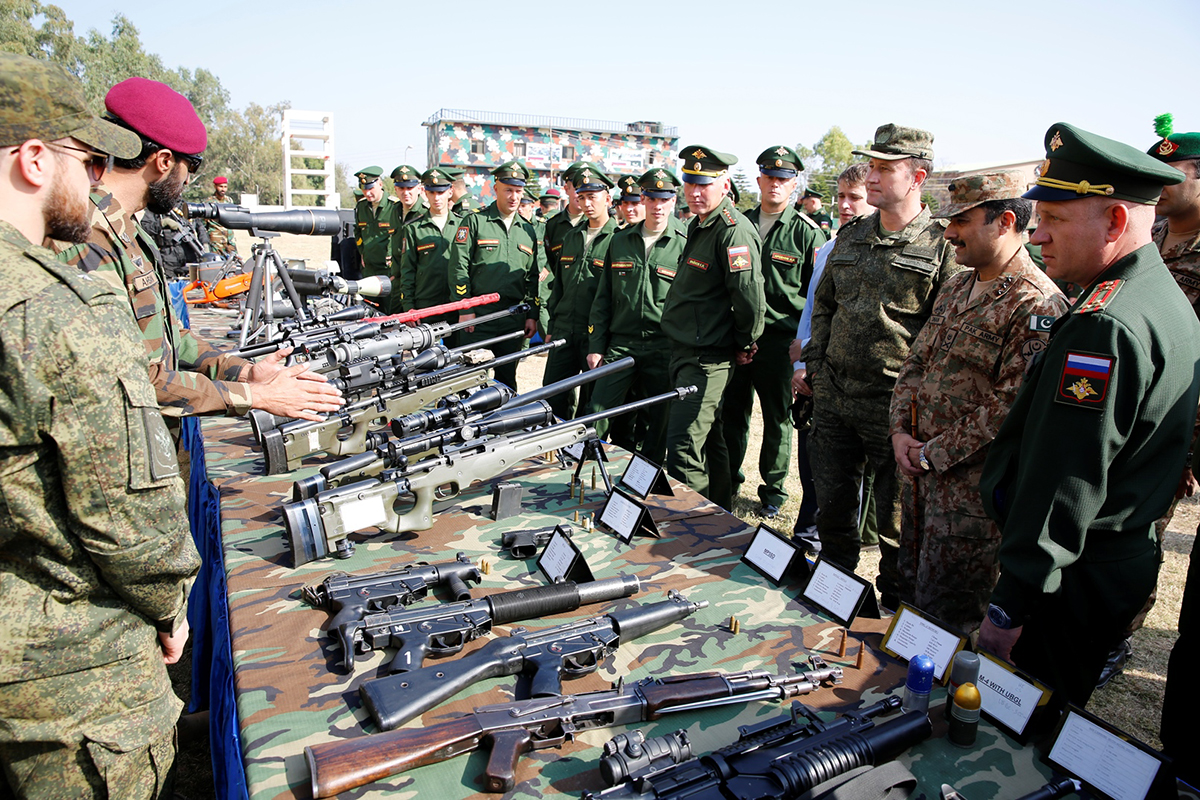
「友情2018」においてロシア軍兵士に向けて公開されたSSGの装備

- AK-47
- 56式自動歩槍
- 81式自動歩槍
- ステアーAUG
- SIG SG552
- M4カービン
- H&K G3
- H&K MP5
- FN P90
- ステアーSSG
- H&K PSG1
- ドラグノフ狙撃銃
- バレットM82
- グロック17
- H&K P7